# Rajons de Jelgava
Le rajons de Jelgava ou Jelgavas rajons est une ancienne unité administrative de Lettonie, supprimée lors de la réforme territoriale de 2006. Il est situé dans la région du Zemgale au centre-sud du pays.

## Population (2000)
Au recensement de l'an 2000, le district avait 37 371 habitants, dont :
- Lettons : 24 317 personnes, soit 65,07 %.
- Russes :  6 957 personnes, soit 18,62 %.
- Biélorusses :  2 834 personnes, soit  7,59 %.
- Lituaniens :  1 264 personnes, soit  3,38 %.
- Polonais :    856 personnes, soit  2,29 %.
- Ukrainiens :    739 personnes, soit  1,98 %.
- Autres :    404 personnes, soit  1,08 %.

La population lituanophone est, historiquement, très présente dans le district frontalier de la Lituanie. Les autres populations sont allogènes.
Le terme Autres inclut notamment des ressortissants issus de l'ex-URSS (Estoniens, Moldaves...), ainsi que des Rroms.

## Pilseta
- Kalnciems

## Novads
- Ozolnieki

## Pagasts
- Eleja
- Glūda
- Jaunsvirlauka
- Lielplatone
- Līvbērze
- Platone
- Sesava
- Sidrabene
- Svēte
- Valgunde
- Vilce
- Vircava
- Zaļenieki